# SDAX
Le SDAX (Small-Cap-DAX) est un indice boursier calculé par la Deutsche Börse. Il liste les 50 plus grandes capitalisations boursières allemandes qui suivent celles du MDAX.